# Cavatelli

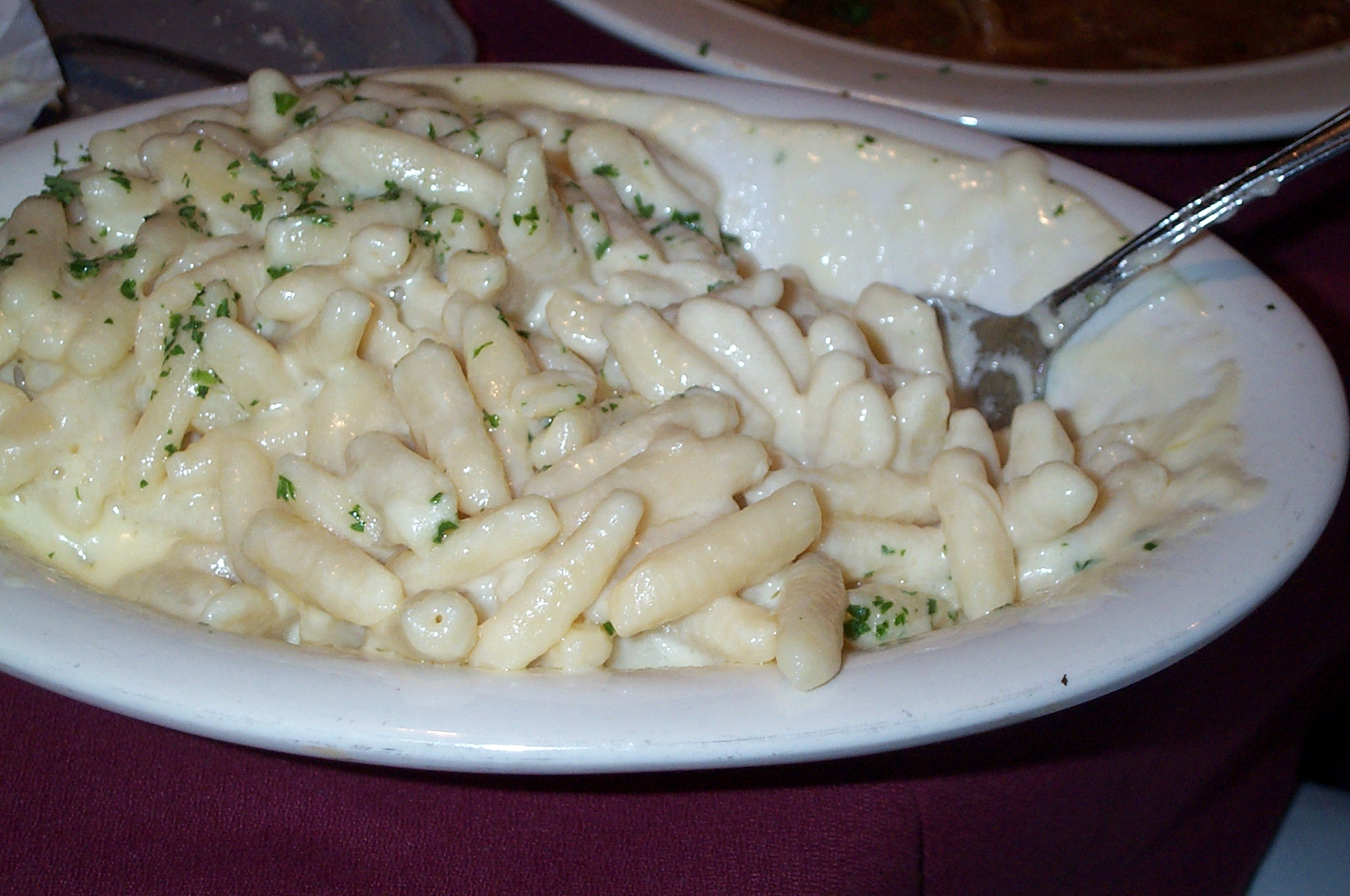
Cavatelli con salsa de queso.

Cavatelli es un tipo de pasta de origen italiano, más precisamente de la región del Molise. Tiene la particularidad de ser una pasta seca que se elabora sin huevo. De pequeño tamaño, con forma de vaina y con borde redondeado, al igual que el ñoqui. Tiene una forma similar al casarecci, pero menos largo.
Algunos italoestadounidenses de la zona de Nueva York se refieren a este tipo de pasta como "gab-a-deel" o "cav-a-dell" entre otras pronunciaciones para referirse al cavatelli. También se le puede llamar "cavattelo". Estas pronunciaciones tiene su origen en la pronunciación en varios dialectos italianos meridionales. Algunas personas confunden al cavatelli con otros tipos de pasta como el gnocchi o ñoqui por su forma.
Este tipo de pasta se hace con sémola de grano duro harina y agua (tradicionalmente también se puede hacer añadiendo ricota a la pasta), mientras que el gnocchi se hace con patata, agua, sal y harina. Se extendió en Argentina tras la segunda gran emigración de italianos hacia el país sudamericano a mediados del siglo XX.

## Ingredientes

### Harina
La harina es el principal ingrediente del cavatelli, consta básicamente de un cereal (o una mezcla de ellos) que ha sido molido finamente hasta llegar a una textura en forma de polvo. Dependiendo del uso final que se quiera dar a la harina: pastas, panadería, repostería, se suele moler con mayor o menor intensidad hasta lograr un polvo de una fineza extrema. Se suele comercializar en paquetes que rondan el kilogramo, el embalaje se suele presentar en papel o cartón. Las harinas comercializadas en la actualidad suelen llevar una mezcla de diversos tipos de cereal molidos, y por regla general suelen estar enriquecidas.

### Agua

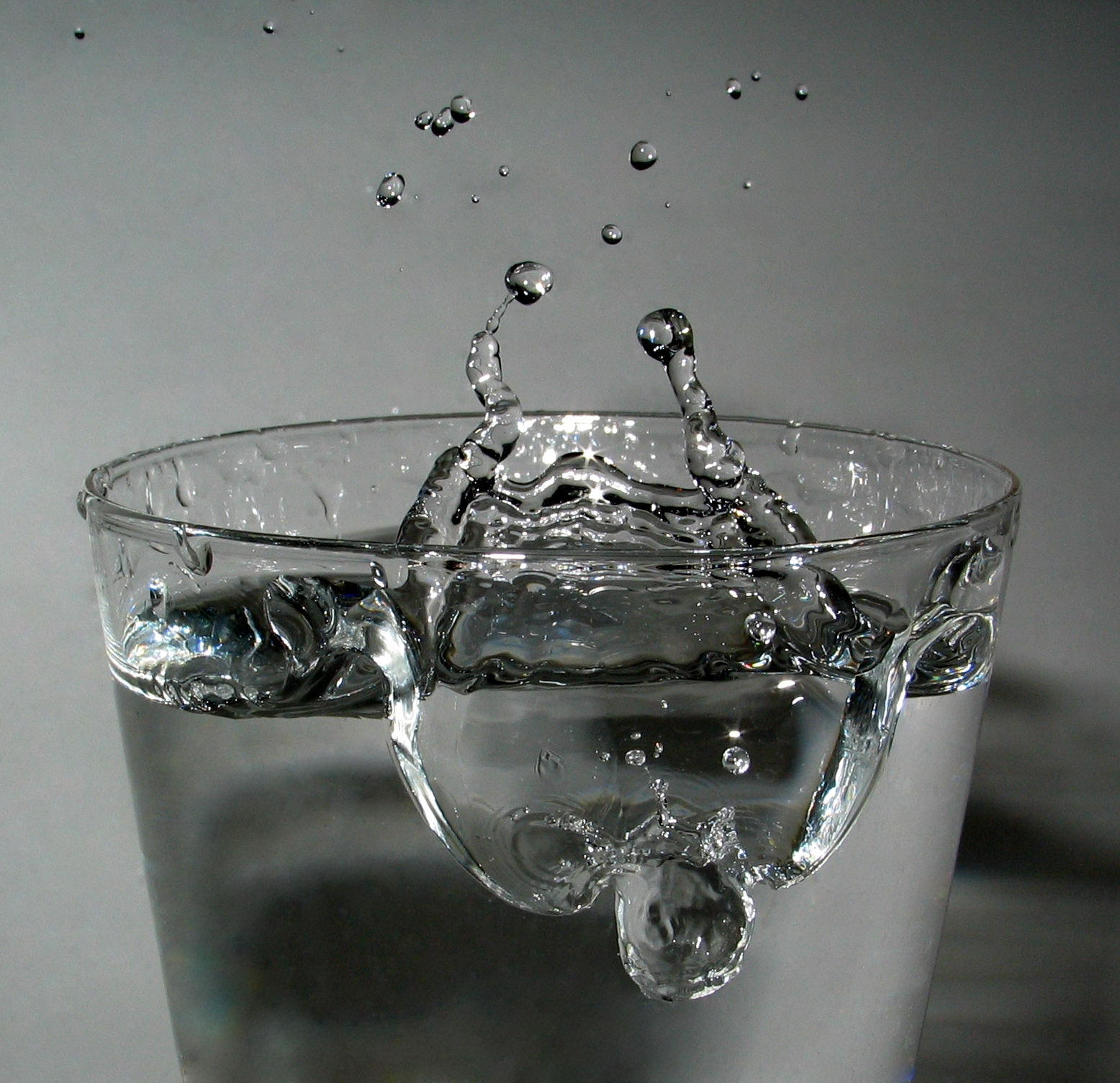
El agua es uno de los dos ingredientes indispensables en la elaboración del cavatelli, su misión: activar los mecanismos de formación de la masa.

El agua tiene como misión activar las proteínas de la harina para que la masa adquiera textura blanda y moldeable. Posee además la capacidad disolvente acuoso de las substancias añadidas a la masa. La proporción de agua empleada en la elaboración de la masa influencia la consistencia final. No obstante la cantidad de agua que puede absorber una harina depende del tipo de cereal empleado en su elaboración y de la composición de proteínas (por ejemplo las harinas de alto contenido proteico absorben más agua).
Algunas investigaciones muestran que el proceso de hidratación de la masa tras su mezcla con el agua puede llevar entre 10-20 minutos, tiempo que es necesario para reposar la masa y dejar que se 'impregne' por completo.

### Ricota
El requesón, llamado en algunos países de Sudamérica ricota (del italiano ricotta, y éste del latín recocta, ‘recocida’), es un producto lácteo similar al queso, obtenido de un segundo procesamiento del suero lácteo producido como derivado en la elaboración de quesos de pasta blanda. De color blanco, sabor suave y textura blanda y granulosa, es un elemento crucial en la cocina italiana, empleándose para postres y platos salados por igual; es uno de los rellenos tradicionales para la pasta. Debido a la herencia italiana, figura también de manera prominente en la gastronomía de Argentina.